# Pedro Casciaro
Pedro Casciaro Ramírez (Murcia 16 de abril de 1915 - México D.F., 23 de marzo de 1995) fue un sacerdote español afincado en México. Fue uno de los primeros miembros del Opus Dei, comenzó la labor apostólica en México.

## Infancia
Su padre fue el político republicano Pedro Casciaro Parodi. 
Era el mayor de tres hermanos: María de la Soledad y José María Casciaro, que también fue sacerdote del Opus Dei. 

## Juventud
En octubre de 1931 se trasladó a Madrid para preparar el ingreso en la Escuela de Arquitectura, lo cual requería haber aprobado las materias correspondientes a los dos primeros años de la licenciatura en Matemáticas, en la Universidad Central de Madrid. En 1935 conoce a Josemaría Escrivá de Balaguer, fundador del Opus Dei. Pedro Casciaro pidió la admisión en el Opus Dei en noviembre de 1935.
Tras la guerra civil española acabó las asignaturas que le quedaban de la licenciatura de Matemáticas, que finalizó en septiembre de 1939. Empezó a dar clases de Matemáticas e Inglés en el Instituto de Enseñanza Media Ramiro de Maeztu.

## Actividad en el Opus Dei
En 1940 se muda a Valencia para fundar una residencia de estudiantes. También en esa época empieza a trabajar como profesor auxiliar de Matemáticas en la Universidad de Valencia.
Vuelve posteriormente a Madrid y se reincorpora al Instituto de Enseñanza Media Ramiro de Maeztu hasta que deja definitivamente el puesto a inicios del curso 1943-44 para poner en marcha la Residencia Universitaria Moncloa.
Fue ordenado sacerdote el 29 de septiembre de 1946 por el obispo de Madrid, mons. Leopoldo Eijo y Garay.
En 1948 se trasladó a México para iniciar el apostolado del Opus Dei en ese país.Fue el Consiliario del Opus Dei en México hasta 1956. En 1958 se transladó a Roma para trabajar en el Consejo General del Opus Dei. En aquellos años viajó a Kenia para ayudar en la fundación de Strathmore University, primera iniciativa educativa interreligiosa y multirracial de África, que incluía estudiantes sin limitaciones por procedencia, religión o etnia. También impulsó la puesta en marcha de la Residenza Universitaria Internazionale (RUI) de Roma.
Volvió a México en 1966, donde residió hasta su muerte el 23 de marzo de 1995.